# 平和通り (福島市)

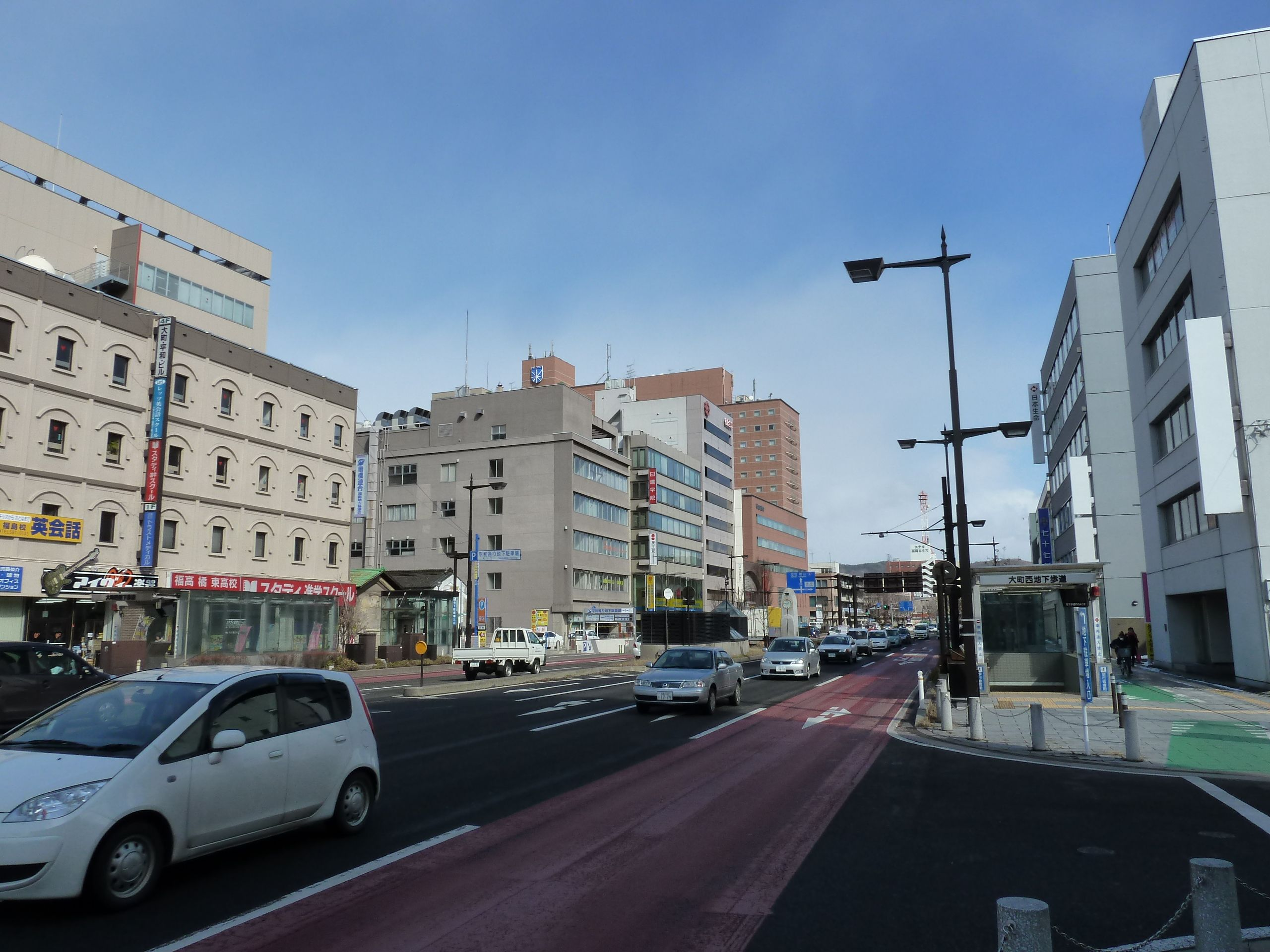
平和通り

平和通り（へいわどおり）は、福島県福島市にある通りの一つ。国道13号の舟場町交差点から本町交差点までの区間。

## 歴史
第二次世界大戦中の1945年（昭和20年）7月、福島市中心部に防空空地と空地帯を設けるよう、防空法に基づく建物の強制疎開が福島県によって指令された。平和通りは空襲被害から都市を守るために、このとき建物が疎開させられた跡の防空空地帯がもとになっている。
終戦を迎えた年の1945年（昭和20年）10月、福島市の都市計画により栄町・舟場町線として道幅40mの街路が計画された。実際の整備は1947年（昭和22年）から1953年（昭和28年）までの6年間にわたって進められた。
1953年（昭和28年）7月7日から1973年（昭和48年）4月17日まで、国道4号であった。
平和通りの愛称については、地元の大町町内有志の会から発案があり、表看板を建てるなどの自主的な運動が行われた。その後、市との話し合いがあり、この平和通りの愛称が認められていった。
完成当初の道路の中央分離帯にはグリーンベルトと呼ばれた花壇が設けられていた。また、ここには太田良平作の少女の像が飾られていた。なお、昭和30年代に入って、このグリーンベルトは車線の拡張のために撤去されている。
近年では、下り線の左車線が時間帯によってバス専用車線となり、公共交通を優先する街づくりの取り組みが始まった。
かつて舟場町交差点、大原綜合病院の西側、本町交差点に歩道橋が設置されていた。

## 主要地点
舟場町交差点
福島南バイパスを参照。
福島警察署前交差点
福島県道148号水原福島線起点。南北に県庁通りが横切り、福島県庁への入り口でもある。本町交差点との間には多数の乗り場がある大町バス停が設置され、市内のバス交通の要衝としても機能している。
本町交差点・あづま陸橋東交差点
西側、あづま陸橋東交差点が平和通りの終点で、国道13号の信夫通り、福島県道3号福島飯坂線、福島県道70号福島吾妻裏磐梯線の起点である。すぐ東側の本町交差点では旧国道4号、パセオ470が交わる。交差点の形状から2つの交差点が組み合わされた複雑な信号が運用されている。平和通り地下駐車場・駐輪場建設に伴い、新たにエスカレーターやエレベーターを備えた地下歩道が建設され、平和通りの横断と上述の地下駐車場に出入りが出来る。

## 沿線
- 福島警察署
- 大原綜合病院
- 福島県庁東分庁舎
- 三共福島ビル（ホテルサンキョウ福島等）
- 福島中央テレビ福島支社
- 福島放送福島支社

等